# Casas de Sebastián Pérez

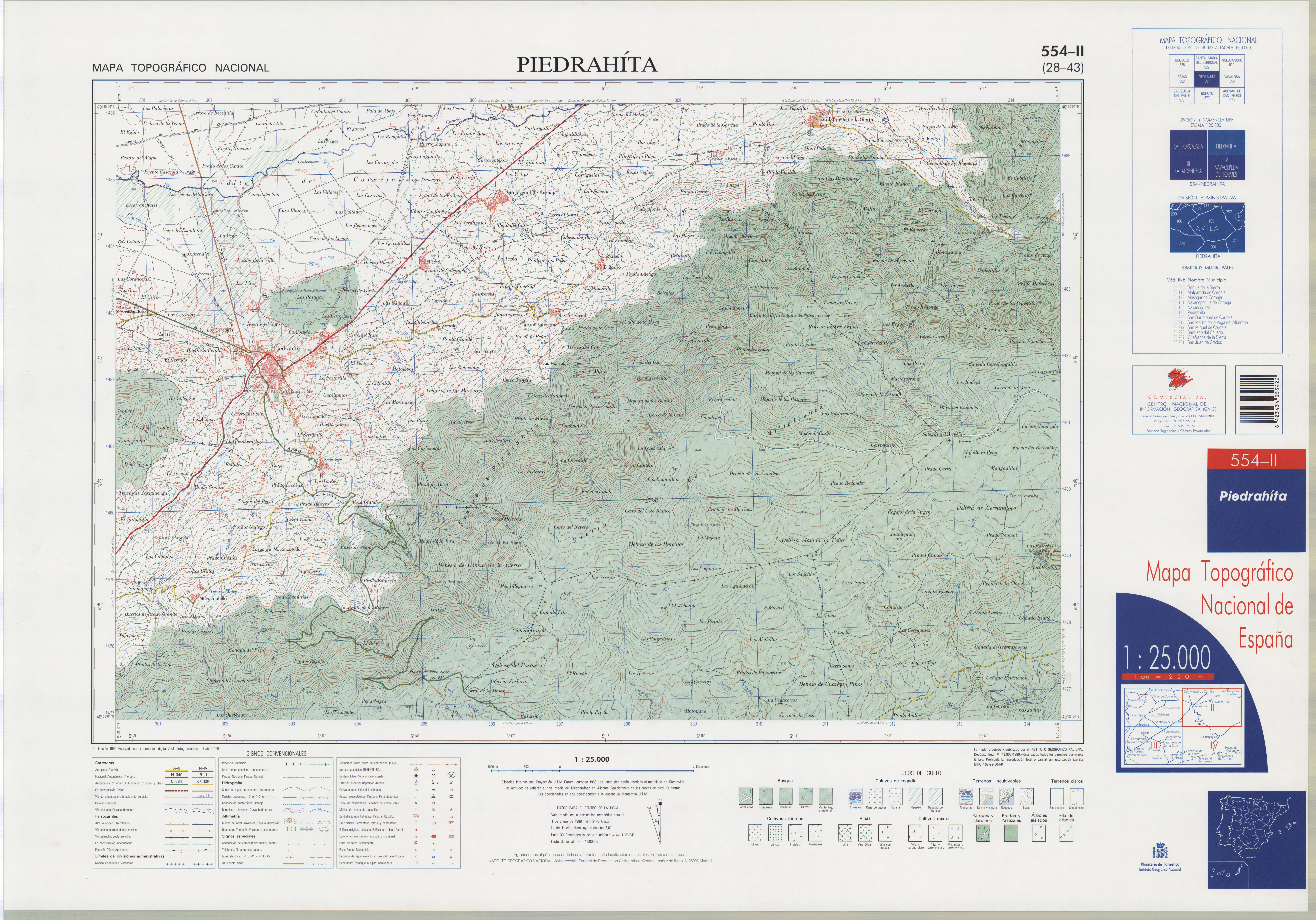
Localización de Piedrahíta

Casas de Sebastián Pérez es una localidad sin ayuntamiento propio, perteneciente al de Piedrahíta, en la provincia de Ávila, comunidad autónoma de Castilla y León]], España. Popularmente es conocida con el sobrenombre de La Casa.

## Población
Cuenta con 92 habitantes (INE 2010).
| Gráfica de evolución demográfica de Casas de Sebastián Pérez entre 1900 y 2023           |
|                                                                                          |
| Fuente: Instituto Nacional de Estadística de España - Elaboración gráfica por Wikipedia. |

## Origen
Su origen hemos de buscarlo en emplazamientos de pastores y "descansadero" de las manadas trashumantes de Las Mestas. 	 
Las primeras noticias del emplazamiento datan de finales del siglo XV o principios del XVI, del final del reinado de los Reyes Católicos. Juan Hurtado de Mendoza, capitán de su ejército, tras la toma de Granada, decide profesar como religioso en el Monasterio de Santo Domingo de Piedrahíta. Aporta como dote al Monasterio todas sus propiedades, entre las cuales se encontraba un lugar denominado "Casas de Sebastián Pérez". 	 
Es fácil imaginar que el lugar perteneció a la Iglesia durante años, pues aun existen vestigios de sus propiedades con las célebres "Capellanías". 	 
El Paso a poder civil es muy posible que se produjera con la desamortización de Mendizábal, aunque no existen datos que así lo atestigüen.
En el Diccionario geográfico-estadístico de Madoz(1845-1850) aparecía como La Casa de Sebastián Pérez. Se apuntaba que tenía cincuenta casas distribuidas en seis calles y dos plazuelas. También una iglesia bajo la advocación de San Sebastián que tenía por anejas la de Palacios de Corneja, dedicada a San Juan Bautista y la de Ntra. Sra. de la Asunción de La Almohalla. Había una fuente de buen agua cerca de la población que utilizaban los vecinos y una alameda de álamos negros perteneciente a particulares.

## Lugares de interés
Entre los recios edificios de piedra que conforman la población destacan dos de un barroco tardío con hermosas fachadas de cantería labrada, una de ellas con llamativas ménsulas en los balcones. Son característicos de esta arquitectura popular los grandes dinteles, las anchas chimeneas y los portalillos delanteros de las casas.
Iglesia de San Sebastián.
Orientada de este a oeste presenta única nave con crucero, que apenas se percibe en planta debido al alargamiento del portal exterior orientado al mediodía. Los muros son de mampostería y los contrafuertes góticos de la cabecera delatan que la fábrica ha sufrido diferentes transformaciones. La torre-campanario situada a los pies con orientación a poniente da prestancia y realce al conjunto. El artesonado de la cubierta es mudéjar y tal vez sea uno de los elementos más valiosos y mejor conservados del templo. 
Los retablos de su interior son barrocos. El de la Virgen con frontón partido y única calle se puede datar en la primera mitad del siglo XVII. El mayor es más tardío, probablemente de la tercera década del siglo XVIII. Dibuja calle única entre columnas de hojarasca que flanquean el hueco donde se aloja una talla de san Sebastián. 
Ermita de la Concepción de La Almohalla.

Las cruces.
Existen dos cruces: una al pie de la iglesia y otra que se sitúa a la entrada del pueblo. La primera es de una sola pieza sobre tres gradas. Originalmente estaba situaba frente al pórtico de entrada de la iglesia aunque ahora, con el fin de dar amplitud a la calle, se ha trasladado a la cabecera. Su datación aparece en el pie: 1669.
La de la entrada al pueblo es de 1709 según reza la inscripción de su pedestal. Su ubicación puede responder a la costumbre generalizada en la época de situar cruces en las encrucijadas de los caminos y entradas de las poblaciones, llamadas humilladeros, ante las cuales se detenían a orar los caminantes.

El pilón.
Puede datar de finales del siglo XIX. Está construido íntegramente en piedra granítica. Consta de dos partes bien diferenciadas, la fuente y la pila. 
La fuente es de copa sustentándose en un pilar vertical sobre que encaja en el vaso receptor del agua.
Dispone de cuatro caños, orientados hacia los cuatro puntos cardinales. El vaso presenta una forma entre octogonal y circular.

Las Pozas
Son un lavadero público exterior de piedra con tres vasos (para enjabonado, primer aclarado y aclarado final) y tapia alrededor. Ejemplo ilustrativo del aprovechamiento de las aguas.

## Fiestas
Sus fiestas patronales se celebran en honor a San Sebastián el 20 de enero, el santo patrón contra la peste de invierno, cuyos atributos son fortaleza y decoro.